# La Oliva
Pour les articles homonymes, voir Oliva et La Oliva (monastère).
La Oliva est une commune de la communauté autonome des Îles Canaries en Espagne. Elle est située au nord de l'île de Fuerteventura dans la province de Las Palmas.
Le paysage de dunes de Corralejo (Parque Natural de las Dunas de Corralejo) est, depuis 1982, une zone naturelle protégée à laquelle est aussi rattachée l'île voisine de Los Lobos depuis 1987.

## Géographie

### Localisation

Localisation de l'île de Fuerteventura dans les Îles Canaries.
Localisation de La Oliva dans l'île de Fuerteventura.

|                  | Océan Atlantique   |                  |
| Océan Atlantique | La Oliva           | Océan Atlantique |
|                  | Puerto del Rosario |                  |

### Villages de la commune
(Nombre d'habitants en 2008)
- Corralejo (13 618)
- Villaverde (1 525)
- Lajares (1 507)
- La Oliva (1 295)
- Parque Holandes (1 109)
- El Cotillo (1 190)
- Tindaya (610)
- El Roque (238)
- Vallebron (117)
- Caldereta (119)
- Majanicho (24)
- Los Lobos (2)

## Sites et patrimoine
- Le domaine Casa de los Coroneles qui fut édifié au début du XVIIe siècle à l'entrée de La Oliva
- L'église Iglesia de Nuestra Señora de la Candelaria (XVIIIe siècle)
- La Cueva del Llano à Villaverde, tunnel de lave souterrain